# Energy Rheinland-Pfalz
Energy Rheinland-Pfalz (auch NRJ Rheinland-Pfalz genannt) war ein privater Hörfunksender, der vom 8. Januar 1996 bis zum 31. Dezember 1997 auf fünf UKW-Frequenzen in Rheinland-Pfalz ein jugendorientiertes Programm (CHR) sendete. 1998 übernahm Rockland Radio diese Frequenzen.

## Geschichte
NRJ Rheinland-Pfalz entstand Anfang 1996 als Ableger des französischen Radiosenders NRJ, nachdem die Lizenzen für die UKW-Stützfrequenzen von Star Sat Radio und RadioRopa in Rheinland-Pfalz ausliefen. Nach einer unmoderierten Testphase im Januar 1996 begannen im April desselben Jahres die offiziellen Programme mit eigenem Moderatorenteam. Ende Dezember 1997 musste NRJ das Programm beenden, da die Medienaufsichtsbehörde Landeszentrale für Medien und Kommunikation die Sendelizenz nicht verlängerte. Im Folgejahr wurden die Frequenzen von Rockland Radio übernommen.

## Sendegebiet
- Bad Kreuznach (Schanzenkopf)  88,3 MHz 0,1 kW
- Idar-Oberstein (Hillschied)  87,6 MHz 0,2 kW
- Bendorf (Vierwindenhöhe)  88,3 MHz 0,25 kW
- Kaiserslautern (Dansenberg)  98,1 MHz 0,16 kW
- Trier (Petrisberg)  105,8 MHz 0,1 kW

Außerdem wurde das Programm in rheinland-pfälzischen Kabelnetzen und über Astra Digital Radio übertragen.

## Ehemalige Moderatoren
- Nik Breiden
- Jens Weidner
- Frank Wornath
- Daniel Möller
- Thorsten Kremers
- Tim Baas
- Dieter Döring
- Olli Briesch
- Paddy Gerhardus
- Alexander Kuszka